# أغاثا موريرا
أغاثا موريرا (بالبرتغالية: Agatha Moreira‏) هي عارضة برازيلية، ولدت في 19 يناير 1992 في ريو دي جانيرو في البرازيل.

## وصلات خارجية
- أغاثا موريرا على موقع IMDb (الإنجليزية)
- أغاثا موريرا على موقع قاعدة بيانات الفيلم (الإنجليزية)
- أغاثا موريرا على موقع ليتربوكسد (الإنجليزية)